# Un bruit qui rend fou
Pour plus de détails, voir Fiche technique et Distribution.
Un bruit qui rend fou est un film français coréalisé par Alain Robbe-Grillet et Dimitri de Clercq, sorti en 1995.

## Fiche technique
- Titre : Un bruit qui rend fou
- Titre international : The Blue Villa
- Réalisation : Alain Robbe-Grillet, Dimitri de Clercq
- Scénario : Alain Robbe-Grillet, Dimitri de Clercq
- Photo : Hans Meier, Laurence Tremolet, Patricia Cologne
- Musique : Nikos Kypourgos
- Montage : France Duez
- Pays :  France
- Genre : thriller et drame
- Format : couleurs - 35 mm - Dolby SR
- Durée : 100 min
- Sortie : 11 novembre 1995

## Distribution
- Fred Ward : Frank
- Arielle Dombasle : Sarah la Blonde
- Charles Tordjman : Édouard « Nord » Nordmann
- Sandrine Le Berre : Santa
- Christian Maillet : Le Père
- Dimitris Poulikakos : Inspecteur Thieu
- Michalis Maniatis : Mars